# Dina Boluarteová
Dina Boluarteová (plným jménem Dina Ercilia Boluarte Zegarra, * 31. května 1962 Chalhuanca) je peruánská právnička a politička, od prosince 2022 prezidentka Peru jako první žena v tomto úřadu. Prezidentskou přísahu složila po neúspěšném pokusu o státní převrat ze strany prezidenta Pedra Castilla, v jehož vládě zastávala úřad první viceprezidentky. Castilla odvolal parlament. Následně byl zadržen a obviněn ze vzpoury a spiknutí kvůli narušování ústavního pořádku.